# Mimbach (Anschau)
Mimbach ist ein Ortsteil der Ortsgemeinde Anschau im Landkreis Mayen-Koblenz in Rheinland-Pfalz. Der Ort liegt am gleichnamigen Bach Mimbach nordwestlich der Ortslage von Anschau. Ein Wegekreuz aus dem 19. Jahrhundert ist das einzige Kulturdenkmal in Mimbach.

## Freizeit
Der Reit- und Fahrverein Mimbach e. V. hat seinen Sitz in Anschau/Mimbach. Der bereits 1997 gegründete Verein verfolgt ausschließlich und unmittelbar gemeinnützige Zwecke. Derzeit sind 79 Mitglieder verzeichnet.
Das traditionelle Reit- und Springturnier findet jedes Jahr am letzten April-Wochenende statt.
Das Event Rock in der Pampa findet seit 2004 in Mimbach statt.